# Centro Internacional de Natação Tokyo Tatsumi
O Centro Internacional de Natação Tokyo Tatsumi é um centro esportivo de natação localizado em Koto, região de Tóquio, no Japão. O local, inaugurado em agosto de 1993, já sediou inúmeros campeonatos de natação japoneses. O complexo foi projetado pelo Environment Design Institute, uma empresa de arquitetura da capital japonesa. O edifício é construído em grande parte de concreto armado de aço, exceto para o telhado, que é uma estrutura de treliça espacial de tubo de aço. O projeto estrutural foi feito pela Kozo Keikaku Engineering.
O centro foi sede de torneios de polo aquático nos Jogos Olímpicos de Verão de 2020.